# (7174) Semois
(7174) Semois est un astéroïde de la ceinture principale et plus spécifiquement du groupe de Hilda.

## Description
(7174) Semois est un astéroïde du groupe de Hilda. Il présente une orbite caractérisée par un demi-grand axe de 3,98 UA, une excentricité de 0,18 et une inclinaison de 12,7° par rapport à l'écliptique.

## Compléments